# Triathlon na Letnich Igrzyskach Olimpijskich 2004
Triathlon na XXVIII Letnich Igrzysk Olimpijskich w Atenach rozgrywany był w Vouliagmeni Olympic Centre. Dyscyplina ta pojawiała się po raz drugi na Igrzyskach Olimpijskich. W Atenach rywalizowało po 50 zawodników i zawodniczek, którzy pokonywali: dystans 1500 m w pływaniu, 40 km jazdy na rowerze i 10 km biegu.

## Medaliści
| Konkurencja           | Złoto               | Srebro               | Brąz                 |
| Kobiety (szczegóły)   | Kate Allen (AUT)    | Loretta Harrop (AUS) | Susan Williams (USA) |
| Mężczyźni (szczegóły) | Hamish Carter (NZL) | Bevan Docherty (NZL) | Sven Riederer (SUI)  |